# Ichneumon stigmatorius
Ichneumon stigmatorius là một loài tò vò trong họ Ichneumonidae.